# Kyū

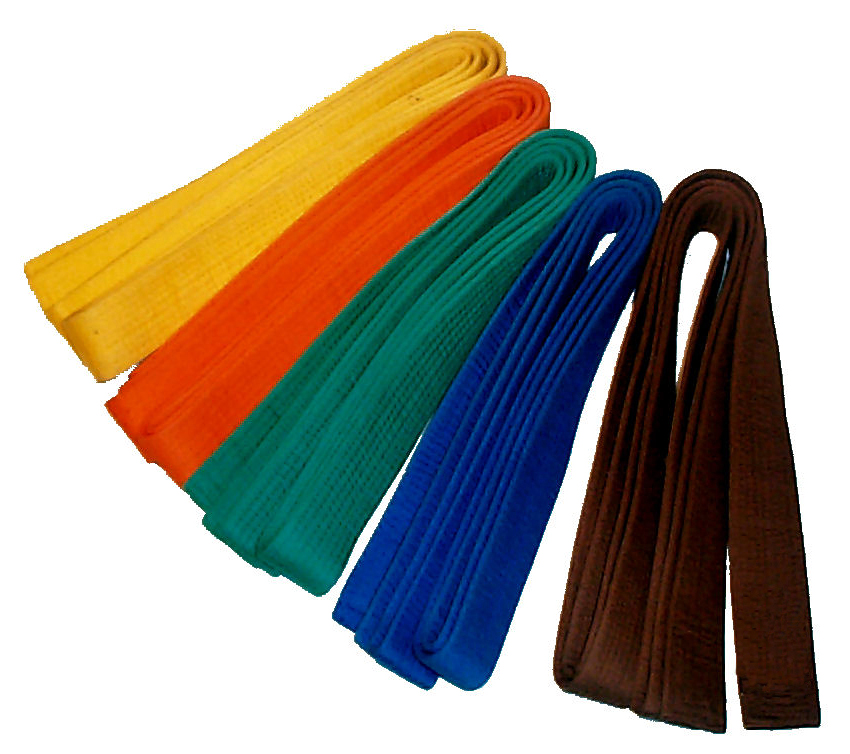

## Ordinea
Kyu 5 (Centura Galbenă) - este prima centură care poate fi obținută de la centura albă . 
Kyu 4 (Centura Portocalie) - este următoarea după centura galbenă . Precum și Kyu 5 , Kyu 4 nu oferă decât un grad mai mare . 
Kyu 3 (Centura Verde) - oferă un grad mai mare , și (conform regulilor Federației Române de Aikido) obligă pe cel ce o deține să poarte hakama albă . 
Kyu 2 (Centura Albastră) - următoare după centura verde , centura albastră menține regula ca deținătorul ei să poarte hakama albă . 
Kyu 1 (Centura Maro) - menținând regula că deținătorul ei să poarte hakama albă , centura maro este superioară tuturor gradelor kyu , singurele grade ce oferă un grad mai mare fiind gradele dan. 
1 Dan (Centura neagră) - este cea care este superioară gradelor kyu. Centura neagră îl obligă pe deținătorul ei să poarte hakama neagră . După centura neagră urmează 2 dan, 3 dan, 4 dan etc.

## Modul de obținere
Pentru obținerea fiecăruia dintre gradele obținute mai sus trebuiesc învățate anumite procedee în diferite tehnici și există termeni minimi de timp între centuri. De fiecare dată o centură se ia în examen unde se practică procedeele pe stânga și dreaptă, irimi și tenkan. 
Mai multe pe http://www.aikido-românia.eu/%5Bnefuncțională%5D la secțiunea documente la grade kyu ; unde se află cerințele de examen pentru grade kyu. 